# NGC 5974
NGC 5974 est une petite galaxie spirale située dans la constellation de la Couronne boréale. Sa vitesse par rapport au fond diffus cosmologique est de 2 108 ± 7 km/s, ce qui correspond à une distance de Hubble de 31,1 ± 2,2 Mpc (∼101 millions d'al). NGC 5974 a été découverte par l'astronome britannique John Herschel en 1827.
À ce jour, deux mesures non basées sur le décalage vers le rouge (redshift) donnent une distance de 25,950 ± 4,879 Mpc (∼84,6 millions d'al), ce qui est à l'intérieur des valeurs de la distance de Hubble. Notons cependant que c'est avec la valeur moyenne des mesures indépendantes, lorsqu'elles existent, que la base de données NASA/IPAC calcule le diamètre d'une galaxie et qu'en conséquence le diamètre de NGC 5974 pourrait être d'environ 8,72 kpc (∼28 400 al) si on utilisait la distance de Hubble pour le calculer.